# I leoni scatenati
I leoni scatenati (Les lions sont lâchés) è un film del 1961 diretto da Henri Verneuil, interpretato da Jean-Claude Brialy e Claudia Cardinale.

## Trama
Albertine, giovane donna di provincia, lascia il marito e la tranquilla città di Bordeaux per trasferirsi a Parigi, in cerca di una vita più stimolante e libera. Accolta con calore dall’amica di lunga data Cécile, si immerge presto nel mondo dorato ma superficiale dell’élite culturale e mondana della capitale. Cécile, che narra le vicende con tono disilluso e affettuoso, la introduce nei salotti dell’alta società, tra vernissage d’arte astratta, soirée eleganti e feste raffinate. Albertine, forte della sua avvenenza, viene subito corteggiata da diversi uomini. Il primo incontro, con un ingegnere appassionato d’auto, si rivela imbarazzante e noioso. Successivamente, si lascia affascinare da Didier Marèze, scrittore affermato e narcisista, che si ispira a lei per il suo nuovo romanzo. L'uomo, però, si rivela tanto brillante in pubblico quanto deludente in privato. La loro relazione, carica di aspettative e delusioni, lascia Albertine svuotata e disillusa. Il medico affermato André Challenberg, uomo sposato e di grande carisma, diventa infine il suo amante. Ma anche questa relazione, all'apparenza più concreta, finisce per rivelare la propria aridità affettiva. Accanto ad Albertine ruotano altre figure emblematiche di questa borghesia parigina: Marie-Laure Robert-Guichard, regina incontrastata dei salotti, e Hélène Challenberg, la moglie paziente e silenziosa di André. Dopo mesi di illusioni e scontri con una società tanto seducente quanto ipocrita, Albertine inizierà a interrogarsi sulle sue scelte e sul significato della libertà che credeva di inseguire. Il suo percorso, fatto di esperienze amare e incontri memorabili, la condurrà infine a una decisione tanto inattesa quanto rivelatrice.